# Himantura tutul
Himantura tutul  (лат.) — недавно описанный вид рода хвостоколов-гимантур из семейства хвостоко́ловых отряда хвостоколообразных надотряда скатов. Они обитают у берегов Танзании, Лаккадивском море и в водах Индо-Малайского архипелага. Максимальная зарегистрированная ширина диска 115 см. Грудные плавники этих скатов срастаются с головой, образуя ромбовидный диск. Рыло удлинённое и слегка заострённое. Окраска дорсальной поверхности диска «леопардовая». 

## Таксономия и филогенез
Впервые Himantura tutul был научно описан в 2013 году. Видовой эпитет происходит от малайского слова, означающего «пятнистый». Голотип представляет собой самку с диском шириной 115 см, пойманную у острова Пемба, Танзания (05°21′ ю. ш. 39°37′ в. д.). Паратипы: самка с диском шириной 80,5 см, найденная на рыбном рынке в Кота-Кинабалу, Малайзия, и выловленная в восточной части Южно-Китайского моря, и особь, пойманная в море Сулу. 

## Описание
Грудные плавники этих скатов срастаются с головой, образуя ромбовидный диск, ширина которого слегка превышает длину. Треугольное рыло немного вытянуто. Позади широко расставленных глаз расположены брызгальца. На вентральной поверхности диска расположены 5 пар жаберных щелей, рот и ноздри. Между ноздрями пролегает лоскут кожи с бахромчатым нижним краем. Рот изогнут в виде дуги, отростки на дне ротовой полости отсутствуют. Мелкие притуплённые зубы выстроены в шахматном порядке и образуют плоскую поверхность. Кожные складки на хвостовом стебле отсутствуют. На дорсальной поверхности хвостового стебля расположен тонкий шип, соединённый протоками с ядовитой железой. Окраска дорсальной поверхности диска «леопардовая». Максимальная зарегистрированная ширина диска 115 см.

## Взаимодействие с человеком
Himantura tutul не являются объектом целевого лова. Международный союз охраны природы пока не оценил статус сохранности этого вида. 